# The Jeff Beck Group
A The Jeff Beck Group egy angol rockegyüttes volt, melyet a korábbi The Yardbirds-gitáros Jeff Beck alapított 1967 januárjában, Londonban. Innovatív megközelítésű, kemény hangzású blues és R&B zenéjük komoly hatással volt a könnyűzenére.

## Az első Jeff Beck Group
Az első Jeff Beck Group Londonban alakult meg 1967 elején. Tagjai Jeff Beck gitáros, Rod Stewart énekes, Ronnie Wood ritmusgitáros voltak, míg a basszusgitárosok és dobosok állandóan cserélődtek. Eleinte Jet Harris és Dave Ambrose voltak a basszusgitárosok, a dobok mögött pedig Clem Cattini és Viv Prince kapott lehetőséget. A felállás hónapokon keresztül folyamatosan változott. Nem kevesebb mint négy dobost fogyasztottak el mire Aynsley Dunbar érkezésével, és Ron Wood basszusgitárra váltásával stabilizálódott a zenekar. Ez a felállás 1967 nagy részében végigjárta az Egyesült Királyság klubjait, és számos alkalommal szerepeltek a BBC rádióadásaiban. Beck személyes menedzseri szerződést kötött Mickie Most lemezproducer/menedzserrel, akit nem érdekelt az együttes, csakis Beck szólókarrierje.
1967 során a zenekar Európában három, az Egyesült Államokban pedig két kislemezt adott ki, közülük az első volt a legsikeresebb. A "Hi Ho Silver Lining" a 14. helyig jutott a brit kislemezlistán, a B-oldalon a hónapokkal korábban rögzített "Beck's Bolero" dallal. Ezt a számot még Jimmy Page gitáros, John Paul Jones basszusgitáros, Keith Moon (The Who) dobos és Nicky Hopkins zongorista vette fel Jeff Beckkel. Az együttes következő két kislemeze már nem szerepelt ilyen jól. Dunbar elégedetlen volt azzal, hogy a zenekar nem tisztán bluest játszott (akkoriban még The Jeff Beck Blues Band néven léptek fel) és kilépett. Egyetlen koncertre Roy Cook lett a dobos, majd Stewart beajánlotta Micky Wallert, korábbi csapattársát a Steampacketből. Waller 1968-ban egész évben és 1969 elején játszott az együttesben, így a legtovább ő volt a zenekar dobosa.
Peter Grant koncertszervező 1968 elején amerikai turnét szervezett az együttesnek. Első állomásként a New York-i Fillmore Eastben adtak négy koncertet a Grateful Dead előzenekaraként. Mire a turné a San Franciscó-i Fillmore Westbe ért, Peter Grant kijárt az együttesnek egy lemezszerződést az Epic Recordsnál. A csapat gyorsan visszatért Angliába, hogy felvegyék a Truth című lemezt, ami a 15. helyig jutott az amerikai listán. A számokat két hét alatt rögzítették. Mickie Most egyéb elfoglaltságai miatt Ken Scott hangmérnök irányította a munkálatokat, aki tulajdonképpen a zenekar koncertprogramját rögzítette a stúdióban. Vendégként John Paul Jones (Hammond-orgonán), Keith Moon dobos és zongorán Nicky Hopkins is szerepelt néhány dalban. A lemez elkészültével visszatértek az Államokba, hogy egy lemezbemutató turnéval reklámozzák az albumot. Ekkor már The Jeff Beck Group néven léptek fel. Beck régi rajongója, Jimi Hendrix a turné New York-i állomásán együtt jammelt a csapattal a manhattani híres Cafe Wha?-ban.
1968 decemberében indultak neki a harmadik turnénak, és ezúttal Nicky Hopkins is velük tartott, akit abban az időben a Led Zeppelin is felkért. Hopkins gyenge egészségi állapota miatt azonban a turné utolsó szakaszát le kellett rövidíteni. Az 1969 februárjára tervezett negyedik USA-turnét is elhalasztották, mivel Beck úgy érezte, hogy nem lenne szerencsés új dalok híján ugyanazzal a műsorral kiállni. Új dalokat kezdtek írni, közben Micky Waller helyét Tony Newman vette át a doboknál, és Woodot is kirakták a zenekarból, majd szinte azonnal visszavették. A Beck-Ola című új nagylemezt a De Lane Lea stúdióban vették fel Mickie Most producerkedésével, a hangmérnök pedig Martin Birch volt. Kislemezen a "Plynth" című dal jelent meg.
1969 májusában a Jeff Beck Group negyedik amerikai turnéjára indult, Nicky Hopkins ezúttal már teljes jogú tagként tartott velük. A turné zökkenőmentesen zajlott, az albumot különösen jól fogadták, a Billboard lemezeladási listájána 15. helyet szerezte meg. Ezzel együtt a zenekaron belül komoly harcok dúltak. Rod Stewart korábban rögzítette első lemezét An Old Raincoat Won't Ever Let You Down címmel a Mercury Records számára. Amint visszatértek Angliába máris újból az Államok felé vették az irányt az ötödik és egyben utolsó alkalommal. A turné rövid volt, főleg a keleti parton játszottak. Többek között felléptek a Newport Jazz Fesztiválon is. Beck a woodstocki fesztivál előestéjén oszlatta fel zenekarát, így ott már nem léptek fel.

## A második Jeff Beck Group

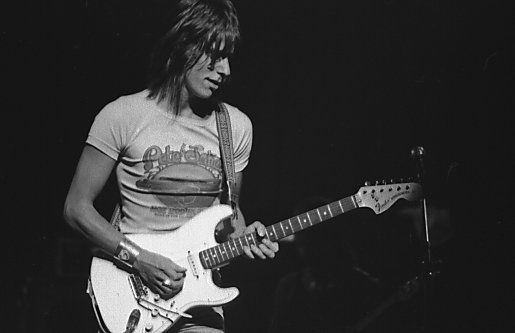
Jeff Beck egy Fender Stratocasterrel
Jean-Luc Ourlin jóvoltából.

Később 1970-ben Jeff Beck újjáalakította a The Jeff Beck Groupot Alex Ligertwood énekessel, Max Middleton billentyűssel, Cozy Powell dobossal és Clive Chaman basszusgitárossal. 1971 júniusában Beck lemezszerződést írt alá a CBS kiadóval, majd új énekes után nézett. Miután hallotta Bobby Tench-et a Gass nevű együttessel Ronnie Scott jazz klubjában a londoni Sohoban, Beck felkérte őt énekesnek, és egyben másodgitárosnak.
Tench-nek alig pár hete volt csak arra, hogy új dalszövegeket írjon és felénekelje a Rough and Ready albumot, mielőtt folytatták a dalok keverését a korábban Londonban Beck és a többi zenekari tag által rögzített anyagon. A lemez 1971 júliására készült el, a zenekar pedig Finnországban, Hollandiában, Svájcban és Németországban koncertezett. A Rough and Ready album október 25-én jelent meg Angliában, míg az amerikai megjelenés 1972 februárjában követte. Ezután indultak 16 napos lemezbemutató turnéra az USA-ban, ahol a lemez végül a 46. helyig jutott az eladási listán.
1972 januárjában az együttes újra az Államokba utazott, hogy csatlakozzon Beckhez a TMI stúdióban, Memphisben, Tennessee államban. Itt vették fel a Jeff Beck Group című albumot, Steve Cropper producerrel. A Jeff Beck Group album 1972. június 9-én jelent meg Angliában. A lemezbemutató turné június 29-i állomását a BBC rádió is közvetítette "In Concert" című műsorában.
Alig egy hónappal később, július 24-én a The Jeff Beck Group hivatalosan is feloszlott, Beck menedzsmentje pedig a következő közleményt adta ki: „A különböző tagok zenei stílusának egyesítése sikeres volt, a zenészek egyéni szintjén, de úgy érezték, hogy ez nem vezetett egy új zenei stílus létrehozásához, ahogy az eredetileg képzelték.”

## Diszkográfia
- Truth (1968)
- Beck-Ola (1969)
- Rough and Ready (1971)
- Jeff Beck Group (1972)

## További információ
- Bob Brunning (1986) Blues: The British Connection, London: Helter Skelter, 2002, ISBN 1-900924-41-2
- Dick Heckstall-Smith (2004) The safest place in the world: A personal history of British Rhythm and Blues, Clear Books, ISBN 0-7043-2696-5  - First Edition : Blowing The Blues - Fifty Years Playing The British Blues
- Christopher Hjort Strange brew: Eric Clapton and the British blues boom, 1965-1970, Jawbone (2007)ISBN 1-906002002
- Paul Myers: Long John Baldry and the Birth of the British Blues, Vancouver 2007 - GreyStone Books
- Jeff Beck a ChromeOxide.com oldalon

## Fordítás
- Ez a szócikk részben vagy egészben  a   The Jeff Beck Group című angol Wikipédia-szócikk fordításán alapul.  Az eredeti cikk szerkesztőit annak laptörténete sorolja fel. Ez a jelzés csupán a megfogalmazás eredetét és a szerzői jogokat jelzi, nem szolgál a cikkben szereplő információk forrásmegjelöléseként.